# Lilli Friesicke
Luise Elisabeth „Lilli“ Friesicke, geborene Culp (* 8. Oktober 1888 in Elberfeld, Rheinprovinz; † 10. November 1938 in Brandenburg an der Havel), war eine deutsche Ärztin und Gynäkologin.

## Leben
Lilli Friesicke kam als Tochter des niederländischen Kaufmanns Sieghart Culp zur Welt. Sie besuchte erst die Töchterschule, später einen privaten Real-Gymnasialkursus in Elberfeld. Zu Ostern 1909 legte sie ihr Abitur am Real-Gymnasium Remscheid ab. Sie studierte, was für Frauen zu dieser Zeit noch relativ selten war, Medizin an den Universitäten Bonn und Jena. Im Sommer 1914 legte sie das Staatsexamen ab und wurde nach einer Notapprobation als Assistenzärztin an der Medizinischen Poliklinik zu Jena angestellt. 1915 wurde sie aufgrund ihrer eingereichten Dissertation zum Thema „Die Bedeutung des fötalen Hydrocephalus als Geburtshindernis“ zum Doktor der Medizin promoviert.
Im Jahre 1917 heiratete sie in Charlottenburg Georg Friesicke, einen Radiologen und Internisten, mit dem sie spätestens ab 1919/20 am Katharinenkirchplatz 1 in Brandenburg (Havel) wohnte. Beide Ärzte betrieben in diesem Hause ihre eigene Praxis, nach dem Tode ihres Mannes im Frühjahr 1927 sie allein. Am 30. Januar 1932 erwarb Lilli Friesicke das Grundstück Katharinenkirchplatz 8 von dem bedeutenden Brandenburger Architekten Max Leue für 15.000 RM.

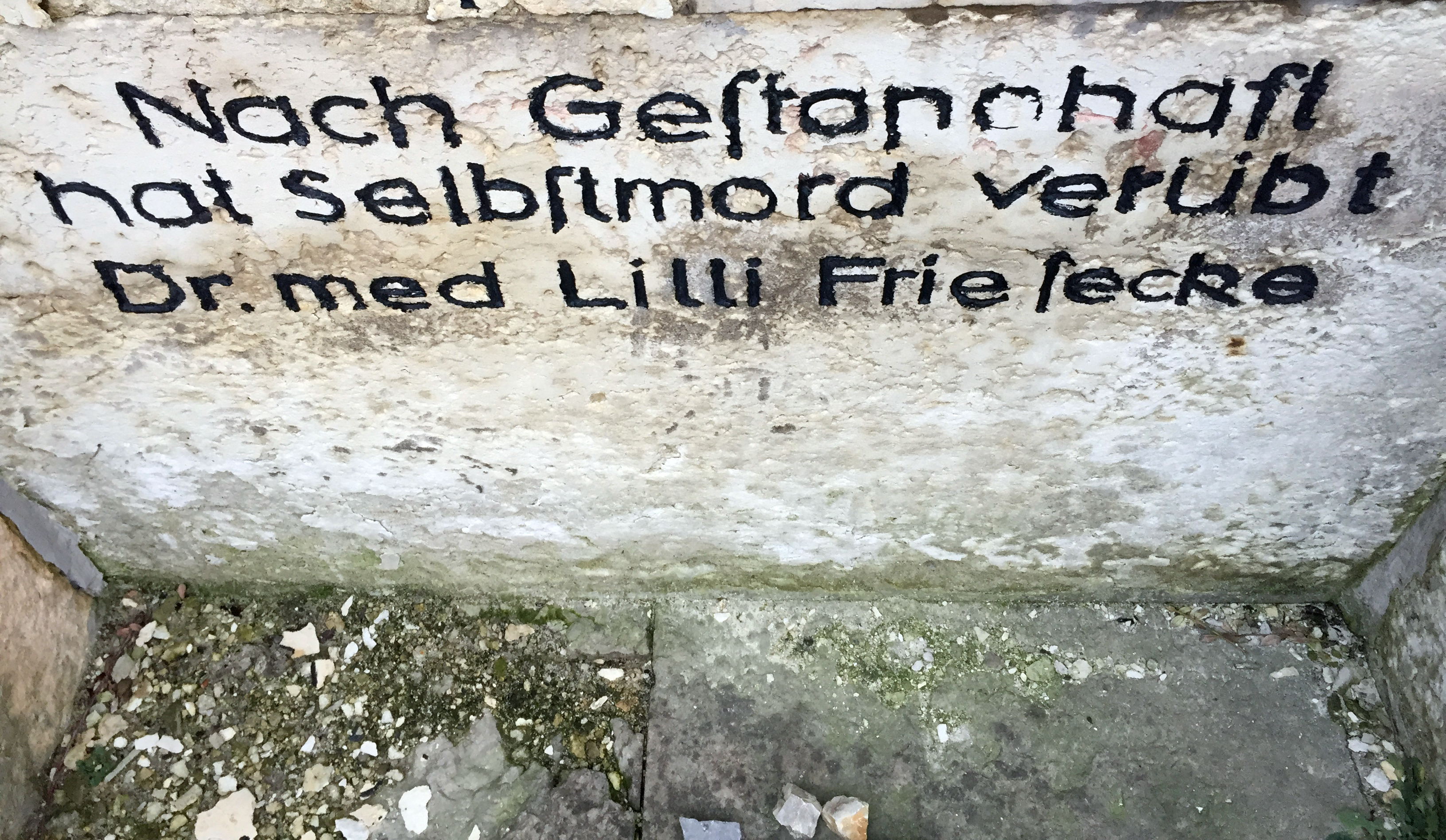
Gedenkinschrift für Lilli Friesicke in Brandenburg an der Havel (sic! falsche Namensschreibung)

Nach der Machtergreifung der Nationalsozialisten wurde Friesicke als Jüdin 1933 die Kassenzulassung entzogen und sie konnte fortan nur noch jüdische Patientinnen gegen Privatliquidation behandeln. Während den Novemberpogromen 1938 erfasste die Verhaftungswelle auch Lilli Friesicke am 9. November. Im Polizeigewahrsam des Neustädtischen Rathauses beging sie nach amtlichen Angaben am 10. November 1938 Suizid, wobei die genauen Umstände nicht geklärt sind, da es gängige Praxis der Nazis war, so Tötungen in Haft zu kaschieren.
Nach ihrem Tode wurden ihre beiden unmündigen Kinder, der 17-jährige Heinz Herbert (genannt Heini) und die 13-jährige Tochter Marlene unter die Vormundschaft des örtlichen nationalsozialistischen Stadtverordneten und Malermeisters Martin Scheyba gestellt, der namens seiner Mündel noch vor der Volljährigkeit von Heinz Herbert Friesicke am 5. Januar 1943 das Grundstück für 2000 RM an den NSDAP-Kreisleiter von Brandenburg (Havel) und Bankvorstand Ferdinand Heppner verkaufte.
Heinz Herbert Friesicke, der nach dem Besuch der Amerikanischen Schule in Berlin zwischenzeitlich den Beruf eines technischen Zeichners erlernt hatte und ein Studium der Ingenieurwissenschaften begonnen hatte, verstarb am 9. Oktober 1945 an Typhus. Die Tochter Marlene floh 1938 zu ihrem Onkel in die Niederlande. Sie überlebte die Zeit des Nationalsozialismus, heiratete und bekam drei Kinder, die in den Niederlanden leben.
Heppner wurde durch den Befehl 124 der SMAD vom 30. Oktober 1945 am 30. November 1948 als Kriegsverbrecher enteignet und die Immobilie dem Volkseigentum zugeschlagen.

## Ehrungen
Im Zuge von Straßenumbenennungen wurde 1993 eine Straße im Brandenburger Stadtteil Nord nach Lilli Friesicke benannt.

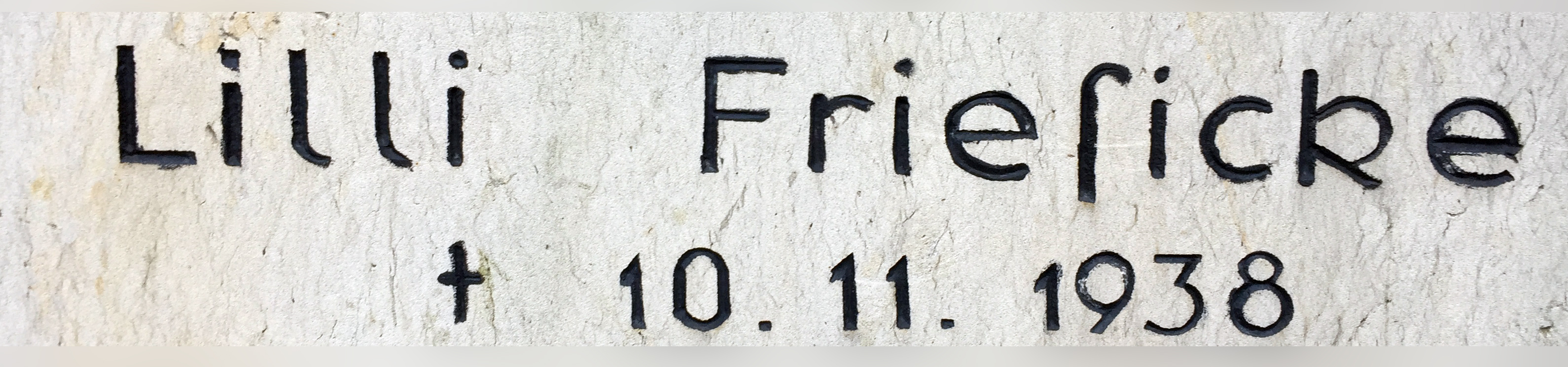
Offizielles Todesdatum innerhalb einer Gedenkinschrift von Lilli Friesicke in Brandenburg an der Havel

2015 wurde ihr Name für die Verlegung eines Stolpersteines in Brandenburg an der Havel ins Spiel gebracht. Aufgrund des Widerstands der örtlichen Jüdischen Gemeinde, die Stolpersteine grundsätzlich ablehnt, nahmen die Initiatoren Abstand von dem Projekt.
 Am Freitag, dem 10. November 2023, ihrem 85. Todestag, wurden dennoch in Anwesenheit zweier ihrer Urenkelinnen aus den Niederlanden vor dem Standort ihres ehemaligen Wohn- und Praxishaus am Katharinenkirchplatz 8 (inzwischen durch einen Neubaublock ersetzt) drei Stolpersteine für sie und ihre beiden Kinder verlegt.